# Vratislav Lhota
Vratislav Lhota (25. října 1882 Pardubice – 6. listopadu 1939 Praha) byl český architekt.

## Život
Narodil se roku 1882 v Praze. Jeho rodiče Václav Lhota (1847–1901) a Marie, rozená Chlapová (1843) přišli do Prahy z Nového Bydžova roku 1877. Vratislav měl ještě tři bratry: staršího Evžena a mladší Josefa a Bohuslava. Od roku 1910 žil s manželkou Miloslavou, rozenou Tuzerovou ve Vyšehradské ulici. Od roku 1925 bydlel v ulici Na Andělce (nyní Sibeliova) v čp. 396/5, v jednom z domků, které pro Ořechovku projektoval a které postavila firma stavitele Františka Nekvasila. Lhota pracoval jako vrchní stavební tajemník 6. odboru (Nové stavby pozemní) pražské radnice v Platnéřské 21. Od roku 1933 zasedal v porotním sboru u soudu.

## Dílo
- 1915 2. místo v soutěži na stavbu okresní pojišťovny v Mnichově Hradišti
- 1919 3. místo za návrh sokolovny v Přešticích u Plzně
- 1920 1. místo s Františkem Vahalou za návrh budov parlamentu a státních úřadů na Letné a dvě trasy vinoucí se po svazích stráně ke Štefánikovu mostu. Soutěže se účastnili i další architekti Ořechovky; Hübschman, Mezera, Janák, Kubíček a Dryák, žádný z návrhů se nerealizoval.
- 1923-25 domky na Ořechovce na Střešovické čp. 398-400, v Sibeliově ulici čp. 388-392 a v ulici Nad Octárnou čp. 401-412
- s Mečislavem Petrů projektoval školu Svatopluka Čecha v Trojské ulici č. 211[4]
- projekt školy Tomáše Garrigua Masaryka na Ortenově náměstí v Praze[5]
- jako městský architekt projektoval nemocniční pavilony Na Bulovce[6]
- 1931 byla podle Lhotova projektu postavena škola v Podskalské ulici čp. 365, stavbu provedla firma Antonín Bellady